# Гоббс, Томас
То́мас Гоббс (Хоббс) (англ. Thomas Hobbes; 5 апреля 1588 года, Уилтшир, Англия — 4 декабря 1679 года, Дербишир, Англия) — английский философ, один из основателей современной политической философии, теории общественного договора и теории государственного суверенитета. Известен идеями, получившими распространение в таких дисциплинах, как этика, теология, физика, геометрия и история.

## Биография
Родился в Уэстпорте, который сейчас является частью Малмсбери в Уилтшире (Англия), 5 апреля 1588 года. Он жил в семье не отличавшегося глубокой образованностью вспыльчивого приходского священника, потерявшего работу из-за ссоры с соседним викарием у дверей храма. Томас Гоббс родился раньше срока по причине того, что его мать, имя которой неизвестно, узнала о приближающемся вторжении испанской Армады. Позже Гоббс сообщил, что «моя мать родила близнецов: меня и страх». О его детстве почти ничего неизвестно.
Воспитывался состоятельным дядей, который хорошо знал античную литературу и классические языки. В 1603 году он поступил в Оксфордский университет (Magdalen Hall), который окончил в 1608 году. Там его обучили схоластической логике и физике.
В том же году стал наставником Уильяма, старшего сына Уильяма Кавендиша, барона Гардвика, впоследствии первого графа Девонширского. До конца жизни поддерживал тесную связь со своим учеником, ставшим его покровителем. Благодаря ему Гоббс познакомился с Беном Джонсоном, Фрэнсисом Бэконом, Гербертом Чарберси и другими выдающимися людьми. В 1621—1626 годах сотрудничал с Ф. Бэконом, что имело для Гоббса большое значение. После смерти в 1628 году Кавендиша (в 1626 унаследовавшего титул графа Девонширского) Гоббс получает место наставника сына сэра Джервейса Клифтона, а затем воспитывает сына своего старого патрона, Кавендиша, с которым совершает путешествие по Италии, где в 1636 году встречается с Галилео Галилеем.
В 1640 году в Англии фактически началась революция, и Гоббс вместе со множеством роялистов эмигрировал в Париж, где пробыл до 1651 года. Именно в Париже окончательно созрел план его философской системы. Когда революция в Англии пришла к диктатуре Кромвеля, Томас разошелся с роялистской партией и вернулся в Лондон. Уже в Лондоне в 1651 году он опубликовал на английском языке своё самое объемное сочинение «Левиафан, или Материя, форма и власть государства церковного и гражданского».

## Воззрения
На формирование воззрений Гоббса значительное влияние оказали Френсис Бэкон, Галилео Галилей, Пьер Гассенди, Рене Декарт и Иоганн Кеплер.
Гоббс первым озвучил мнение о том, что Моисей не являлся основным автором Пятикнижия.

### Философские воззрения
Гоббс создал первую законченную систему механистического материализма, соответствовавшего характеру и требованиям естествознания того времени. В полемике с Декартом отверг существование особой мыслящей субстанции, доказывая, что мыслящая вещь есть нечто материальное. Геометрия и механика для Гоббса — идеальные образцы научного мышления вообще. Природа представляется Гоббсу совокупностью протяжённых тел, различающихся между собой величиной, фигурой, положением и движением. Движение понимается как механистическое — как перемещение. Чувственные качества рассматриваются Гоббсом не как свойства самих вещей, а как формы их восприятия. Гоббс разграничивал протяжённость, реально присущую телам, и пространство как образ, создаваемый разумом («фантазма»); объективно-реальное движение тел и время как субъективный образ движения. Гоббс различал два метода познания: логическую дедукцию рационалистической «механики» и индукцию эмпирической «физики».
Этика Гоббса исходит из неизменной чувственной «природы человека». Основой нравственности Гоббс считал «естественный закон» — стремление к самосохранению и удовлетворению потребностей. Главный и самый фундаментальный естественный закон у Гоббса предписывает всякому человеку добиваться мира, пока есть надежда достигнуть его. Второй естественный закон предусматривает, что в случае согласия на то других людей, человек должен отказаться от права на вещи в той мере, в какой это необходимо в интересах мира и самозащиты. Из второго естественного закона вытекает краткий третий: люди должны выполнять заключённые ими соглашения. Остальные естественные законы (общим числом 19) могут быть, по словам Гоббса, резюмированы в одном лёгком правиле: «не делай другому того, чего ты не хочешь, чтобы делали тебе».

### Социально-философские идеи о политике и праве
Гоббс — один из основателей «договорной» теории происхождения государства.
Как большинство политических мыслителей после Бодена, Гоббс выделяет всего три формы государства: демократию, аристократию и монархию. Демократию Гоббс не одобрял из-за того, что «черни недоступна большая мудрость» и при демократии возникают партии, что ведёт к гражданской войне. Аристократия лучше, но она тем совершеннее, чем меньше походит на народное правление и чем больше сближается с монархией. Лучшая форма государства — монархия, она более всех других соответствует идеалу абсолютной и неразделённой власти.
Государство Гоббс рассматривает как результат договора между людьми, положившего конец естественному догосударственному состоянию «войны всех против всех». Он придерживался принципа изначального равенства людей. Люди созданы Творцом равными в физическом и интеллектуальном отношении, у них равные возможности и одинаковые, ничем не ограниченные «права на всё», имеется и свобода воли. Отдельные граждане добровольно ограничили свои права и свободу в пользу государства, задача которого — обеспечение мира и безопасности. Гоббс не утверждает, что все государства возникли путём договора. Для достижения верховной власти есть, по его мнению, два пути — физическая сила (завоевание, подчинение) и добровольное соглашение. Первый вид государства называется основанным на приобретении, а второй — основанным на установлении, или политическим государством.
Гоббс придерживается принципа правового позитивизма и превозносит роль государства, которое он признаёт абсолютным сувереном. В вопросе о формах государства симпатии Гоббса — на стороне монархии. Отстаивая необходимость подчинения церкви государству, он считал необходимым сохранение религии как орудия государственной власти для обуздания народа.

#### Трактат «Левиафан»
Трактат «Левиафан» выделяет три момента становления политического организма:
1. Естественное состояние;
2. Переход к государству (общество);
3. Государственное (общественное) состояние.

В естественном состоянии происходит «война всех против всех». Естественные законы (стремление к миру, выполнение заключённых условий, отказ каждого от части своих прав) не ведут к миру и безопасности. Закон может выполняться с помощью принуждения и силы. Такой силой является государство.
Добродетели обусловлены разумным пониманием того, что способствует и что препятствует достижению блага. Моральный долг по своему содержанию совпадает с гражданскими обязанностями, вытекающими из общественного договора.
Особое внимание Томас Гоббс уделял проблемам мятежей и восстаний в государстве — этому посвящена глава XII его произведения «De Cive», вышедшего в 1642 году (в русском варианте: «Философские основания учения о гражданине»).
«В государстве, граждане которого устраивают мятежи, имеются налицо и должны быть отмечены три начала: во-первых, учения и склонности, противные миру, предрасполагающие людей к мятежу; во-вторых, те склонности, которые уже предрасположенных склоняют, призывают и направляют к отделению и к оружию; в-третьих, способ, которым всё это происходит, или само восстание».
«Для существования этой надежды нужны четыре условия: число, орудия, взаимное доверие и вожди».
«Если у людей, настроенных враждебно и измеряющих правомерность своих действий собственным судом, будут соблюдены эти четыре условия, для возникновения восстания и смятения в государстве не нужно больше ничего, кроме кого-нибудь, кто бы их подстрекал и возбуждал».

По мнению современных исследователей, рассуждения и высказывания Гоббса о возникновении социального протеста дали основу двум популярным во второй половине XX века теориям: теории относительной депривации и теории рационального выбора.
Последняя часть трактата посвящена религиозным воззрениям Гоббса. В ней, в частности, Гоббс поднимает проблему духовного спасения человека, которое, согласно ему, лежит лишь в исповедании учения о том, что Иисус есть Христос, и соблюдении гражданских законов. Остальные же догматы Гоббс либо выводит из упомянутых, либо считает необязательными или даже вредными.

## Основные сочинения
- The Elements of Law, Natural and Politic (Элементы права, естественные и политические) (1640)
- Treatise on Human Nature (Трактат о человеческой природе) (1650)
- Philosophicall Rudiments concerning Government and Society (Философские рудименты, касающиеся правительства и общества) (1651)
- «О гражданине» (1646);
- «О теле» (1655);
- «О человеке» (1658);
- «Левиафан, или Материя, форма и власть государства церковного и гражданского» (1651, русский перевод — 1936).
- Letters upon Liberty and Necessity (Письма о свободе и необходимости) (1654)
- The Questions concerning Liberty, Necessity and Chance (Вопросы о свободе, необходимости и случайности) (1656)

Сочинения, опубликованные после смерти
- A Dialogue between a Philosopher and a Student of the Common Laws of England (написаны в 1666 году, опубликованы в 1681 году)
- Behemoth, or The Long Parliament (написан в 1668 году, опубликованы в 1681 году)

Современные издания
- Opera philosophica, quae latine scripsit…, ed. W. Molesworth, v. 1-5. — L., 1839-45.
- The English works, ed. by W. Molesworth, v. 1-11. — L., 1839-45
- В русском переводе:

* Левиафан — СПб., 1868 — запрещён цензурой.
* Избранные сочинения, т. 1-2. — М. — Л., 1926.
* Избранные произведения, т. 1-2. — М., 1964 (Философское наследие, Т. 7, 8):
** Т. 1. «О теле», «О человеке», «О гражданине»; «Человеческая природа», «О свободе и необходимости».
** Т. 2. «Левиафан», Приложение к «Левиафану», «Бегемот, или Долгий парламент» (в сокращении).